# Eldstål

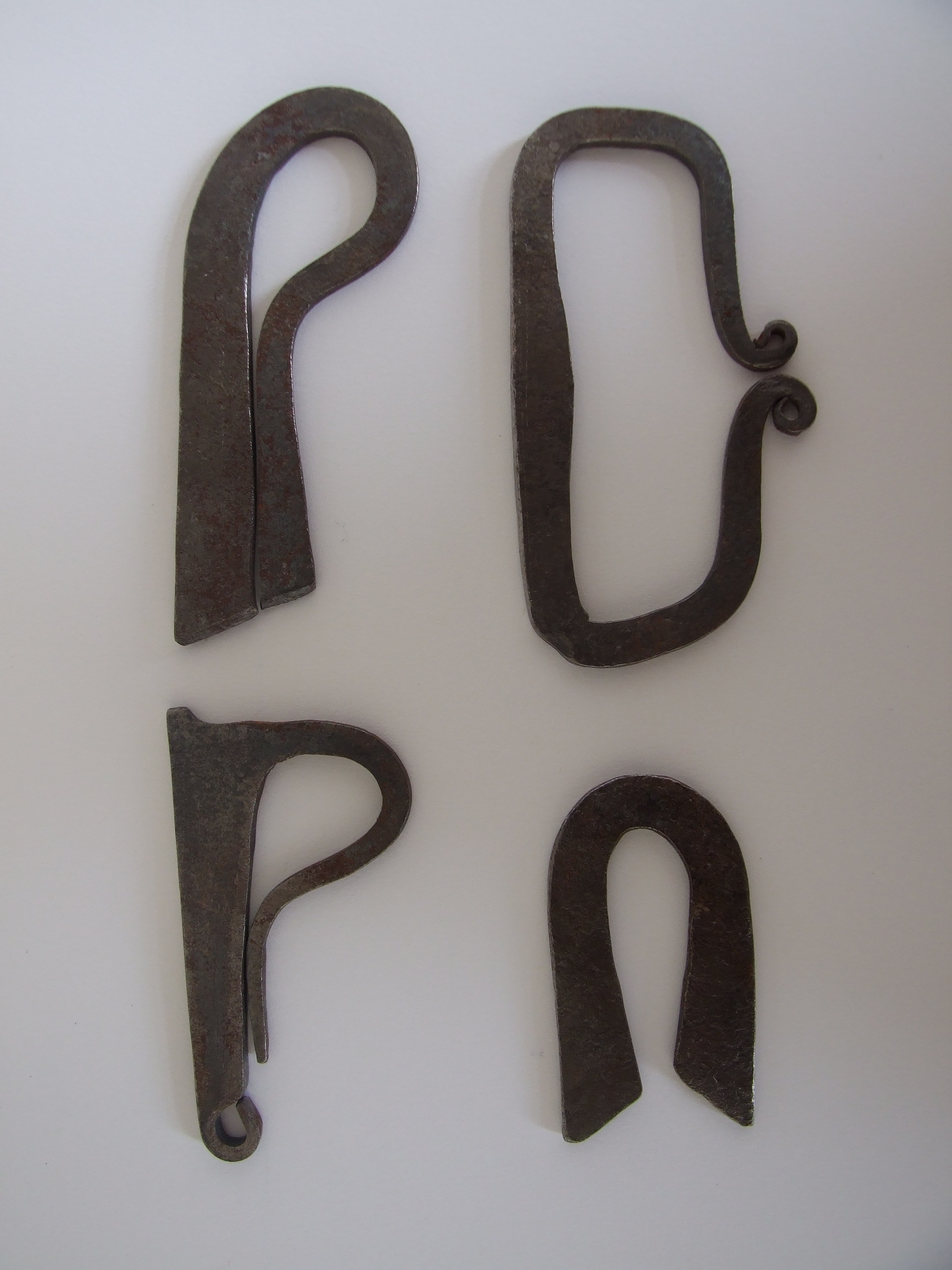
Olika modeller av eldstål.

Ett eldstål eller tändstål är ett redskap med vilket man kan skapa gnistor. Det används tillsammans med ett stycke flinta och en bit fnöske – eller något annat eldfängt, för att göra upp eld.
Metoden att använda gnistor till antändning är känd sedan yngre stenåldern, dessförinnan gjorde människan elden tillgänglig genom att kontrollera naturligt förekommande eldhärdar: blixtnedslag, naturliga skogsbränder och vulkanutbrott. Även därefter har regeln fram till modern tid varit att helst hålla elden vid liv och bara i undantagsfall göra upp den på nytt.

## Eldstål på stenåldern
Det ligger i sakens natur att eldstålen under stenåldern knappast kunde vara gjorda av stål då stenålderskultur per definition inte har tillgång till stål. Under denna tid användes framför allt pyrit, järnsulfid (FeS2), för att slå gnistor. Under gynnsamma förhållanden är pyrit till och med självantändande.

## Traditionella eldstål

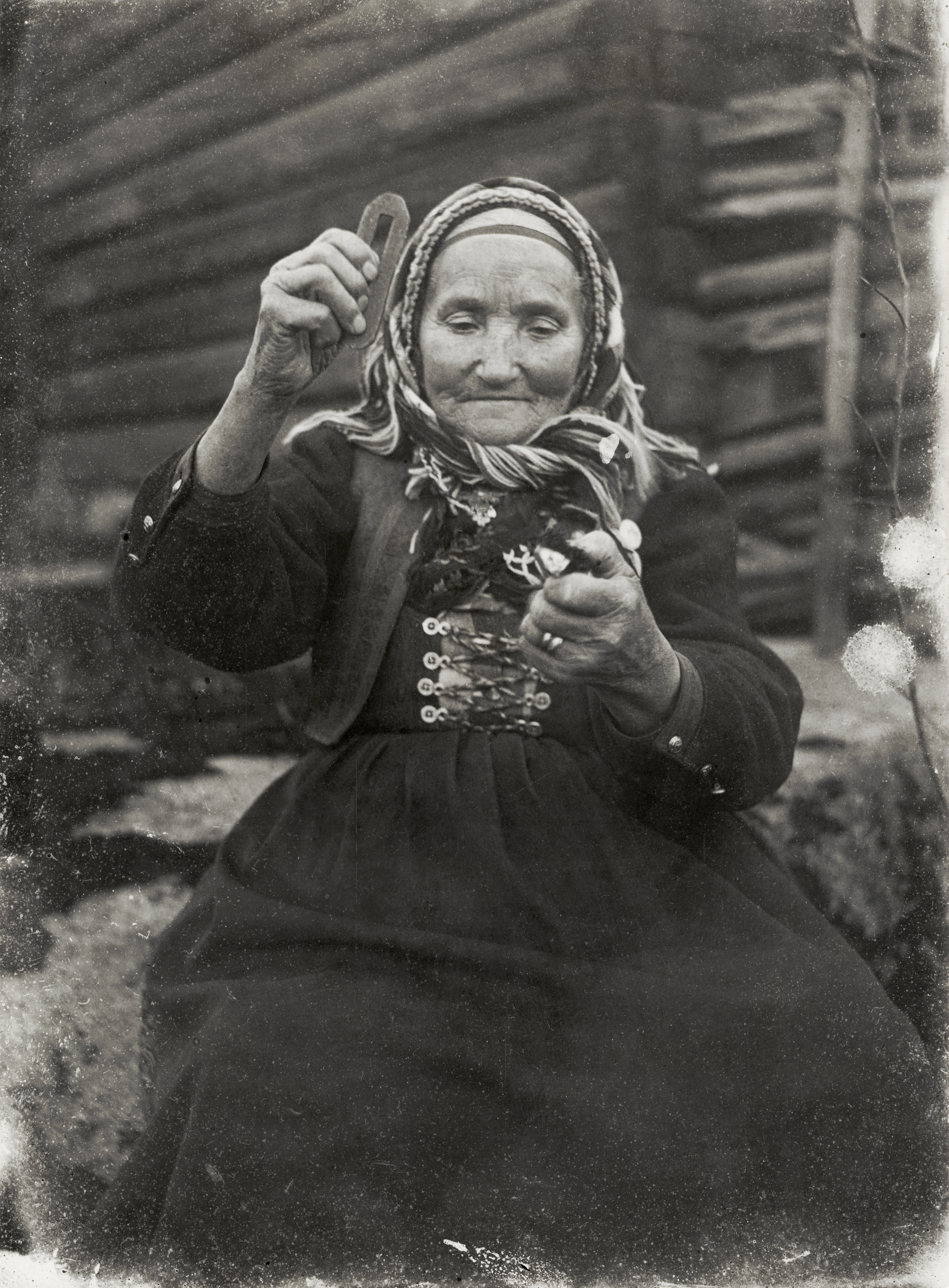
Eldslagning, Dalarna 1916. I den lyftade handen ett bågstål, i den andra hålls tändfnösket ovanpå flintan mellan tummen och pekfingret.

Traditionella eldstål består av härdat, kolrikt stål. Ett sådant eldstål slås mot en kiselhaltig sten för att frambringa gnistor. I Norden är eldstålet känt sedan den äldre folkvandringstiden, och användes på landsbygden fram till mitten av 1800-talet, då tändstickor började användas mer allmänt. Den industriella tillverkningen av tändstickor inleddes år 1832 och ledde så småningom till att användningen av eldstål och elddon mer eller mindre upphörde.
Historiskt har bland annat flinta eller kvarts använts tillsammans med eldstål, gnistans natur är knuten till kisel, vilket gör att i nödfall kan man slå eld även mot till exempel granit. När man slår eld med ett eldstål använder man någonting mycket lättantändligt, till exempel fnöske för att "fånga upp" den gnista som duger, för att göra upp eld med.
En uppsättning bestående av eldstål, flinta och fnöske kallas för elddon.

## Moderna eldstål

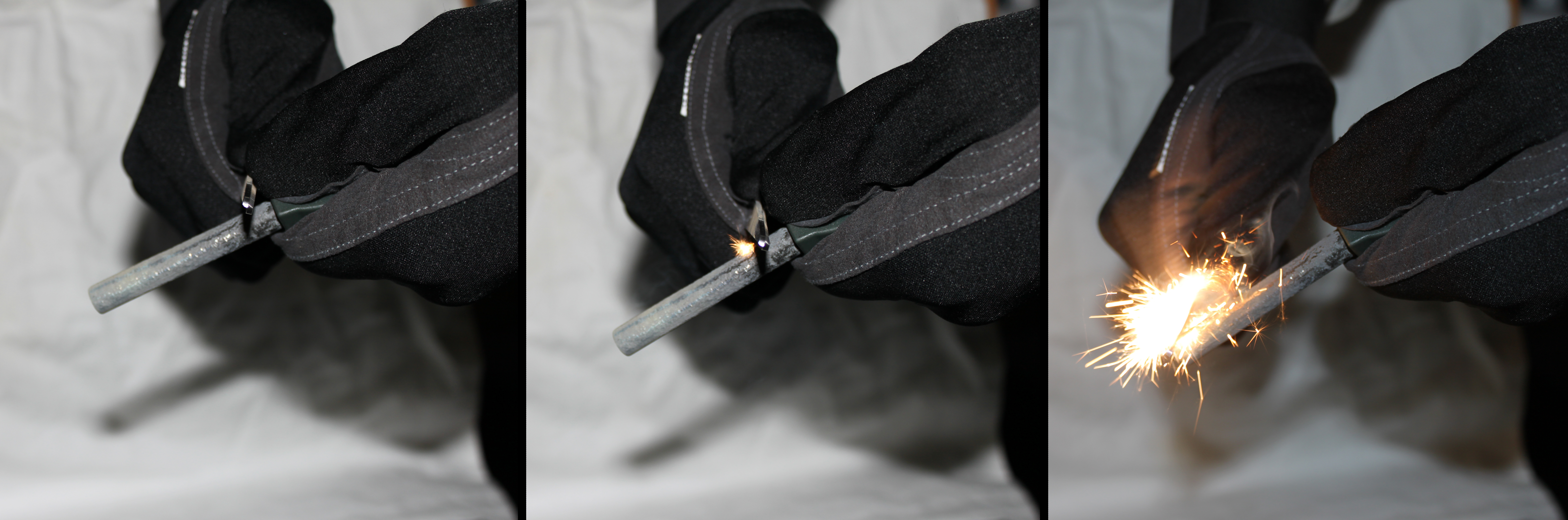
Svenska försvarsmaktens eldstål.

En modern typ av eldstål består av en stav av cerjärn eller Auermetall, en legering av järn och cerium, ofta med andra sällsynta jordartsmetaller, av varierande sammansättning. När denna dras mot en skarp kant av, till exempel bladryggen på en kniv frigörs partiklar som antänds och bildar heta gnistor. Denna typ av eldstål frambringar säkrare och kraftigare gnistor än den traditionella. I vissa fall säljs staven ingjuten i kanten av en magnesiumplatta. I detta fall är avsikten att man med kniv ska skära eller skrapa ihop ett litet förråd av magnesiumspån, för att förbättra tändmöjligheterna ytterligare.
Denna typ av eldstål används ofta i friluftssammanhang där tändstickor riskerar att bli blöta eller för tändning av gasol- och spritkök. De flesta märken sägs hålla för mellan 3000 och 7000 användningar.

### Ett nytt eldstål
Ett nyköpt eldstål brukar ha en svart beläggning som skyddar ytan. Den ska putsas bort med till exempel stålull, för att eldstålet ska fungera på bästa sätt, med fin gnistbildning.

## Tändmaterial
För att ta vara på gnistorna från eldstålet nämns ofta fnöske, vilket naturligtvis är ett utomordentligt material för att förvandla gnistorna till en brinnande eld. Dock finns många andra material som kan fungera på samma sätt:
- Bomull
- Avskrap från bambu
- Trämjöl och tunna träspånor
- Uppruggad näver
- Träkol
- Magnesiumspån

Ett modernt alternativ är en uppfluffad tampong.